# Douwe Bob
Douwe Bob Posthuma (pronunția neerlandeză: [ˈdʌuʋə bɔp ˈpɔstymaː]; născut pe 12 decembrie 1992), este un cantautor neerlandez. A câștigat talent-show-ul neerlandez „De beste singer-songwriter van Nederland” (Cel mai bun cantautor din Țările de Jos), creat și prezentat de Giel Beelen. Douwe este specializat în muzică folk și country. El a reprezentat Țările de Jos la Concursul Muzical Eurovision 2016, din Stockholm, Suedia.

## Biografie
Douwe Bob, fiul lui Simon Posthuma, cunoscut pentru perioada când a activat în formația „The Fool”, a început să practice pianul când avea șase ani, punând accent pe jazz și muzică clasică. La vârsta de 14 ani, Douwe și-a descoperit pasiunea pentru chitară. Ca și cântăreț, el a fost inspirat de stilul country, muzica folk și de fenomenul pop dintre anii '50 și '70.
În 2012, a luat parte la concursul De beste singer-songwriter van Nederland. In cadrul competiției, a cântat  "Standing Here Helpless", "Icarus", iar, în finală, "Multicoloured Angels", cu care a și câștigat ediția. Cel din urmă cântec a ajuns pe locul 17 în clasamentul muzical  Dutch Top 40.
Albumul său de debut, „Born in a storm”, a post publicat pe 3 mai 2013. Majoritatea cântecelor sale au fost scrise în timpul vacanțelor petrecute de el în Maroc împreună cu Matthijs van Duijvenbode. În 2013, Bob a cântat în cadrul Pinkpop. La sfârșitul aceluiași an, Douwe Bob a fost protagonistul unui reportaj intitulat „Whatever Forever: Douwe Bob”, în care a vorbit despre relația cu tatăl său.
În 2014, a fost desemnat unul dintre Ambasadorii Libertății pentru festivalurile din Bevrijdings.
La începutul lui 2015, în ianuarie, a publicat single-ul „Hold Me”, produs în colaborare cu Anouk. O lună mai târziu, Douwe Bob anunța lansarea noului său album „Pass It On”. Albumul a fost lansat în luna mai din 2015, prin intermediul casei de producție Universal.
În septembrie 2015, a fost anunțat că artistul va reprezenta țara sa la Eurovision.

## Discografie

### Albume
| Titlu           | Detalii                                                                                          | Locul maxim atins în topurile muzicale |
| Titlu           | Detalii                                                                                          | NL                                     |
| --------------- | ------------------------------------------------------------------------------------------------ | -------------------------------------- |
| Born In a Storm | - Lansat: 3 May 2013 - Casa de discuri: Rodeomedia.nl - Format: descărcare digitală, CD          | 7                                      |
| Pass It On      | - Lansat: 15 May 2015 - Casa de discuri: Universal Music Group - Format: descărcare digitală, CD | 1                                      |
| Fool Bar        | - Lansat: 6 May 2016 - Casa de discuri: Universal Music Group - Format: descărcare digitală, CD  | -                                      |

### Single-uri
| An   | Titlu                    | Locul maxim atins în topurile muzicale | Album           |
| An   | Titlu                    | NL                                     | Album           |
| ---- | ------------------------ | -------------------------------------- | --------------- |
| 2012 | "Multicoloured Angels"   | 4                                      | Born In a Storm |
| 2013 | "Stone Into the River"   | 78                                     | Born In a Storm |
| 2014 | "You Don't Have to Stay" | —                                      | Born In a Storm |
| 2015 | "Hold Me" (cu Anouk)     | 2                                      | Pass It On      |

## References
1. ↑  „Douwe Bob”, Freebase Data Dumps[*] Verificați valoarea |titlelink= (ajutor)
2. ↑  „AVROTROS confirms: Douwe Bob to Stockholm! - ESCBubble”. Accesat în 22 septembrie 2015.
3. ↑  „'Het kwartje viel op Paaspop', Douwe Bob (22) voelde zich in Schijndel voor het eerst op z'n gemak”. Omroep Brabant.
4. ↑  Door: Just Fontein. „Pinkpop 2013: Douwe Bob is gelukkig geen singer-songwriter meer”. De Volkskrant.
5. ↑  „Whatever Forever: Douwe Bob - IDFA”. idfa.nl. Arhivat din original la 4 octombrie 2015. Accesat în 22 septembrie 2015.
6. ↑  „Bevrijdingsfestivals - Douwe Bob”. bevrijdingsfestivals.nl. Arhivat din original la 11 aprilie 2015. Accesat în 22 septembrie 2015.
7. ↑  Mike (Michael). „The Netherlands: Anouk releases new duet 'Hold me'”. Eurovision 2015 Predictions, Polls, Odds, Rankings - wiwibloggs.
8. ↑  „Douwe Bob Kondigt Album 'Pass It On' Aan « Nieuws « Universal Music - Your Music Ondemand”. universalmusic.nl.
9. ↑  „Douwe Bob + Max Meser”. Doornroosje.
10. 1 2  Hung, Steffen. „Discografie Douwe Bob”. Dutch Charts Portal. Hung Medien (Steffen Hung).